# Tom Mason (attore e produttore)
Thomas Robert Mason, detto Tom (Illinois, 29 aprile 1920 – Orange, 1º dicembre 1980), è stato un attore, produttore cinematografico e medico chiropratico statunitense.

## Biografia
Nonostante la sua principale professione fosse appunto quella di chiropratico, verso la fine degli anni cinquanta collaborò con il regista di film di serie B Edward D. Wood Jr., producendo i film Final Curtain e La notte degli spettri. Il suo "esordio" come attore si registra in Plan 9 from Outer Space, dove fu la controfigura del protagonista Bela Lugosi, deceduto ben prima della stessa ideazione del film. Nonostante fosse più alto e in generale poco assomigliante a Lugosi, Mason recitò per l'intero film coprendosi il volto con il mantello. Recitò anche nel già citato La notte degli spettri. Dopo questa breve parentesi, Mason abbandonò il mondo del cinema, tornando ad esercitare la sua professione iniziale.

## Filmografia
- Plan 9 from Outer Space, regia di Ed Wood (1959)
- La notte degli spettri (Night of the Ghouls), regia di Ed Wood (1959)

## Influenza nei media
- Nel film Ed Wood di Tim Burton, fu interpretato da Ned Bellamy.